# Tricyphona fuscostigmata
Tricyphona fuscostigmata är en tvåvingeart som först beskrevs av Alexander 1965.  Tricyphona fuscostigmata ingår i släktet Tricyphona och familjen hårögonharkrankar. Inga underarter finns listade i Catalogue of Life.